# كي كارد
كي كارد أو الشركة العالمية للبطاقة الذكية (بالإنجليزية: Qi Card) هي شركة عراقية خاصة بنظام الدفع عن طريق بطاقة الائتمان. لديها حوالي 3000 موظف. وكذلك 9 ملايين مستخدم للبطاقة.

## لمحة تاريخية
أنشأ أكبر بنكين مملوكين للدولة في العراق، مصرف الرافدين ومصرف الرشيد، إلى جانب نظام الدفع الإلكتروني العراقي (IEPS) شركة تسمى International Smart Card ، والتي طورت بطاقة ائتمان وطنية تسمى "بطاقة Qi Card". تم إصدار البطاقة أول مرة عام 2008. بعد أقل من عامين من الإطلاق الأولي لبطاقة Qi وصلت إلى 1.6 مليون حامل بطاقة "مشترك"و حوالي 100,000 بطاقة شهريًا.
تشبه بطاقة QI بطاقات الائتمان الأخرى المعترف بها في جميع أنحاء العالم مع اختلاف جوهري في أن البطاقة الذكية تتعامل مع الأرصدة دون اتصال مباشر بالخادم وهو ما يسمى (غير متصل) لتسهيل الأعمال في المناطق التي لا توجد بها شبكات اتصالات جيدة.

## روابط خارجية
- موقع الشركة الألكتروني.